# Laguna La Gardunza
A  Laguna La Gardunza  é uma laguna localizada na Guatemala, cuja cota de altitude é de 100 metros acima do nível do mar. Localiza-se no departamento de El Petén, no município de Sayaxché.